# Arhopalus syriacus
Arhopalus syriacus là một loài bọ cánh cứng trong họ Cerambycidae.